# داونتاون دیترویت
داونتاون دیترویت (به انگلیسی: Downtown Detroit) یک منطقهٔ مسکونی در ایالات متحده آمریکا است که در دیترویت واقع شده‌است. داونتاون دیترویت ۳٫۶ کیلومتر مربع مساحت و ۵٬۲۸۷ نفر جمعیت دارد.